# Pont Nou de Vilanova d'Espoia
El Pont Nou de Vilanova d'Espoia és un pont del municipi de la Torre de Claramunt (Anoia) inclòs en l'Inventari del Patrimoni Arquitectònic de Catalunya.

## Descripció
És un pont format per un arc molt alt. L'arc és escarser. El material utilitzat és pedra no local d'aparell irregular. Al voltant de l'arc veiem dos contraforts que el reforcen. Entorn de la volta la pedra és encoixinada. La unió de les pedres s'obté amb ciment. Les mides aproximades són: 6 x 21 o 22 m. És molt important destacar que segueix l'orientament de l'antic pont que es troba tan sols a uns dos metres de distància.

## Història
Substitueix la funció de l'Antic Pont de Vilanova d'Espoia i aquest fet es correspon amb la construcció de la nova carretera que porta al poble de Vilanova d'Espoia.